# Sigmaringeni Szent Fidél
Sigmaringeni Szent Fidél (Sigmaringen, Németország, 1577. október 1. – Seewis, Graubünden kanton, Svájc, 1622. április 24.) szentté avatott kapucinus szerzetespap, vértanú.

## Fiatalkora
Mark Roy Rosemberger néven született Sigmaringenben, előkelő nemesi családban. A Freiburgi Hercegi Akadémián végzett jogi tanulmányokat kiváló eredménnyel. 1604-ben  Wilhelm von Stotzingen báró megbízta, hogy kísérje el őt és fiát, mint házitanító európai körutazásán. Ekkor szembesül azzal, hogy Európa milyen szinten erőszakos és mennyire instabil a helyzet az egész kontinensen. Ennek okaként a protestantizmus előretörését gondolta. Ez az út hat évig tartott.
A megosztott kereszténység ügye vezette a kapucinus rendbe. Elhatározása pillanatában még teljesen a kapucinus testvérek hősiességének a bűvöletében élt, amelyet az alig fél éve tombolt pestis idején tanúsítottak. Közülük sokan bátran föláldozták magukat a betegek szolgálatában.

## Élete szerzetesként
1612-ben szentelték pappá. Apostoli életének és vértanúságának legbensőbb forrása az Eucharisztia titka volt. Ismerte az Úr szavát, hogy a búzaszemnek meg kell halnia, ha termést akar hozni. Ezért a legnagyobb kegyelemnek tartotta, ha Isten arra méltatja, hogy vértanúsággal része legyen az Úr szenvedésében. Nem múlt el nap anélkül, hogy meg ne emlékezett volna az Úr áldozati haláláról, és ne kérte volna magának ezt a kegyelmet. Amikor tehát elindult a graubündeni misszióra, ezt mondta: ,,Kész vagyok meghalni az igaz hitért, amelynek hirdetésére most elindulok. És bár méltatlannak kell tartanom magamat a vértanúság koronájára, mégis bizonyosan tudom, hogy az Úr már elkészítette azt nekem.  Róma Svájcba küldte hithirdetőnek, ahol mint a Népek Evangelizációjának Kongregációja tagja, hogy a protestánsokat térítse vissza. 
Halála előtt néhány nappal ezt kérdezte tőle kísérője, János atya: „Mit csináljunk, ha ránk támadnak a parasztok?” Fidél így válaszolt: „Semmi mást, mint amit a többi vértanúk tettek: készséges és vidám szívvel elfogadjuk a halált.”

## Vértanúsága
1622. április 23-án Graubünden kantonban a seewisi református parasztok küldöttsége jelent meg előtte, a Hitterjesztési Kongregáció által kirendelt misszió feje előtt, és meghívta, hogy prédikáljon nekik. Fidél átlátta szándékukat és így szólt kísérőjéhez: „Elmegyek, bár biztos vagyok benne, hogy rosszat forralnak ellenem.” Másnap alig kezdte meg Fidél páter prédikációját, a templom előtti térről lövöldözés zavarta meg. A lövések leterítették a kis létszámú osztrák őrséget, de a szónoknak szánt lövés célt tévesztett. Fidél, mielőtt elhagyta a templomot, az oltár lépcsőjén Isten oltalmába ajánlotta magát. Alig ért ki a szabadba, máris körülvette egy csapat, mintegy húsz férfi: „Beszélj, elfogadod-e a hitünket vagy nem?” Így válaszolt: „Én azért jöttem ide, hogy küzdjek a hamis hit ellen, és nem azért, hogy elfogadjam.” Amikor a tömeg ezt hallotta, nekiesett a védtelen embernek, és megölte.
Testét a feldkirchi kapucinus templomban temették el, de koponyáját a churi székesegyház főoltárában őrzik. XIII. Benedek pápa 1729-ben boldoggá, XIV. Benedek pápa 1746-ban szentté avatta.

## Fordítás
- Ez a szócikk részben vagy egészben  a   Fidelis a Sigmaringen című spanyol Wikipédia-szócikk fordításán alapul.  Az eredeti cikk szerkesztőit annak laptörténete sorolja fel. Ez a jelzés csupán a megfogalmazás eredetét és a szerzői jogokat jelzi, nem szolgál a cikkben szereplő információk forrásmegjelöléseként.